# Distrito de San Salvador
El distrito de San Salvador es uno de los ocho distritos de la provincia de Calca, ubicada en el departamento de Cusco, bajo la administración el Gobierno regional del Cusco.
La provincia de Calca desde el punto de vista de la jerarquía eclesiástica está comprendida en la Arquidiócesis del Cusco.

## Historia
El distrito de San Salvador fue creado el 18 de febrero de 1946 mediante Ley n.º 10415 dada en el gobierno del Presidente José Luis Bustamante y Rivero.

## Geografía
La capital es el poblado de San Salvador, situado a 3 020 m s. n. m.

## Autoridades

### Municipales
- 2019 - 2022[3]
  - Alcalde: Ernesto Fisher, de Juntos por el Perú.
  - Regidores:

  1. Andrea Quispitupa Pillco (Juntos por el Perú)
  2. Carlos Flores Mamani (Juntos por el Perú)
  3. Soraya Choqque Rocca (Juntos por el Perú)
  4. Willian Maita Quispe (Perú Libre)
  5. Edilberto Curo Manuttupa (Somos Perú)

Alcaldes anteriores
- 2011-2014:[4] Narciso Ccorimanya Rocca,  del Movimiento Autogobierno Aillu.
- 2007-2010: Reynaldo Quispitupa Tupayupanqui.

## Festividades
Aniversario del Distrito de San Salvador y Realización de Gayado Costumbrista entre los Barrios de Umacalle y Uraycalle (18 de febrero)
- San Isidro Labrador.Día Central 15 de Mayo
- Patrón Salvador del Mundo. Del 5 al 7 de agosto
- Señor Justo Juez de Occoruro. Día Central 14 de Setiembre
- Señor de Huanca. Día Central 14 de Setiembre
- Virgen del Rosario Huallhua. Del 6 al 7 de octubre